# McIntosh Laboratory
McIntosh Laboratory è il marchio di una ditta statunitense produttrice di prodotti per HiFi, con sede a Binghamton, nello stato di New York. La compagnia venne fondata nel 1949 dall'ingegnere Frank McIntosh.

## Storia della compagnia
Nel 1946, Frank McIntosh, un progettista consulente per stazioni radio-tv, assunse Gordon Gow per aiutarlo nella progettazione di un amplificatore di alta potenza e bassa distorsione, che serviva ad alcuni dei suoi clienti. Questo amplificatore sarebbe stato conosciuto come mod. 50 W-1, ed includeva il primo circuito brevettato McIntosh l'Unity Coupled Circuit, ancora utilizzato nei prodotti attuali.
| Anno | Prodotto              |
| ---- | --------------------- |
| 1949 | 50 W-1 amplificatore  |
| 1950 | AE-1 preamplificatore |
| 1953 | A116 amplificatore    |
| 1953 | C108 preamplificatore |
| 1954 | MC30 amplificatore    |
| 1954 | C4 preamplificatore   |
| 1957 | MR55 AM-FM tuner      |

Dave O'Brien entrò in McIntosh nel 1962. Egli diresse la ‘'McIntosh Amplifier Clinics'’ per trent'anni.
| Anno | Prodotto                                    |
| ---- | ------------------------------------------- |
| 1960 | MC240 stereo amplificatore,                 |
| 1962 | MX110 tuner-preamplificatore                |
| 1963 | MR67 tuner;                                 |
| 1963 | MR71 tuner;                                 |
| 1964 | C24 preamplificatore;                       |
| 1965 | MC250 amplificatore a stato solido          |
| 1967 | MC2100 amplificatore a stato solido         |
| 1967 | MC2505 amplificatore a stato solido         |
| 1967 | MC2105 amplificatore a stato solido         |
| 1968 | MX112 tuner-preamplificatore a stato solido |
| 1965 | MAC1500 ricevitore                          |

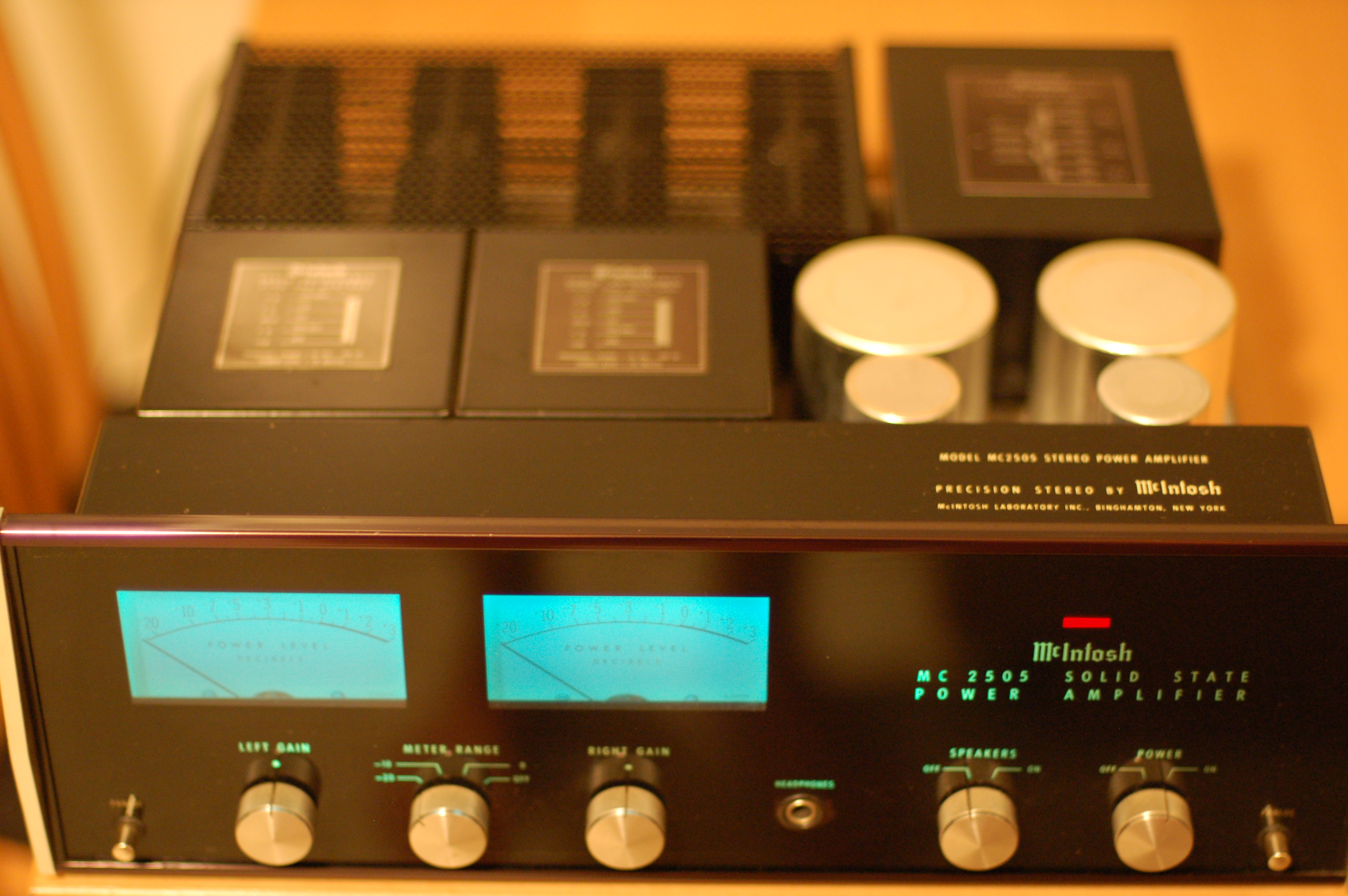
MC2505: amplificatore stereo a stato solido

Nel 1967, venne creata la divisione altoparlanti e casse acustiche
Col passaggio allo stato solido gli amplificatori della McIntosh, si caratterizzarono per i VU meter di colore azzurro.
Nel 1969, gli amplificatori McIntosh vennero utilizzati al festival di Woodstock.
| Anno | Prodotto            |
| ---- | ------------------- |
|      | ML1 Casse acustiche |
|      | ML2 Casse acustiche |
|      | ML4 Casse acustiche |
| 1972 | MR78 tuner          |

Nel 1977 Frank McIntosh andò in pensione.

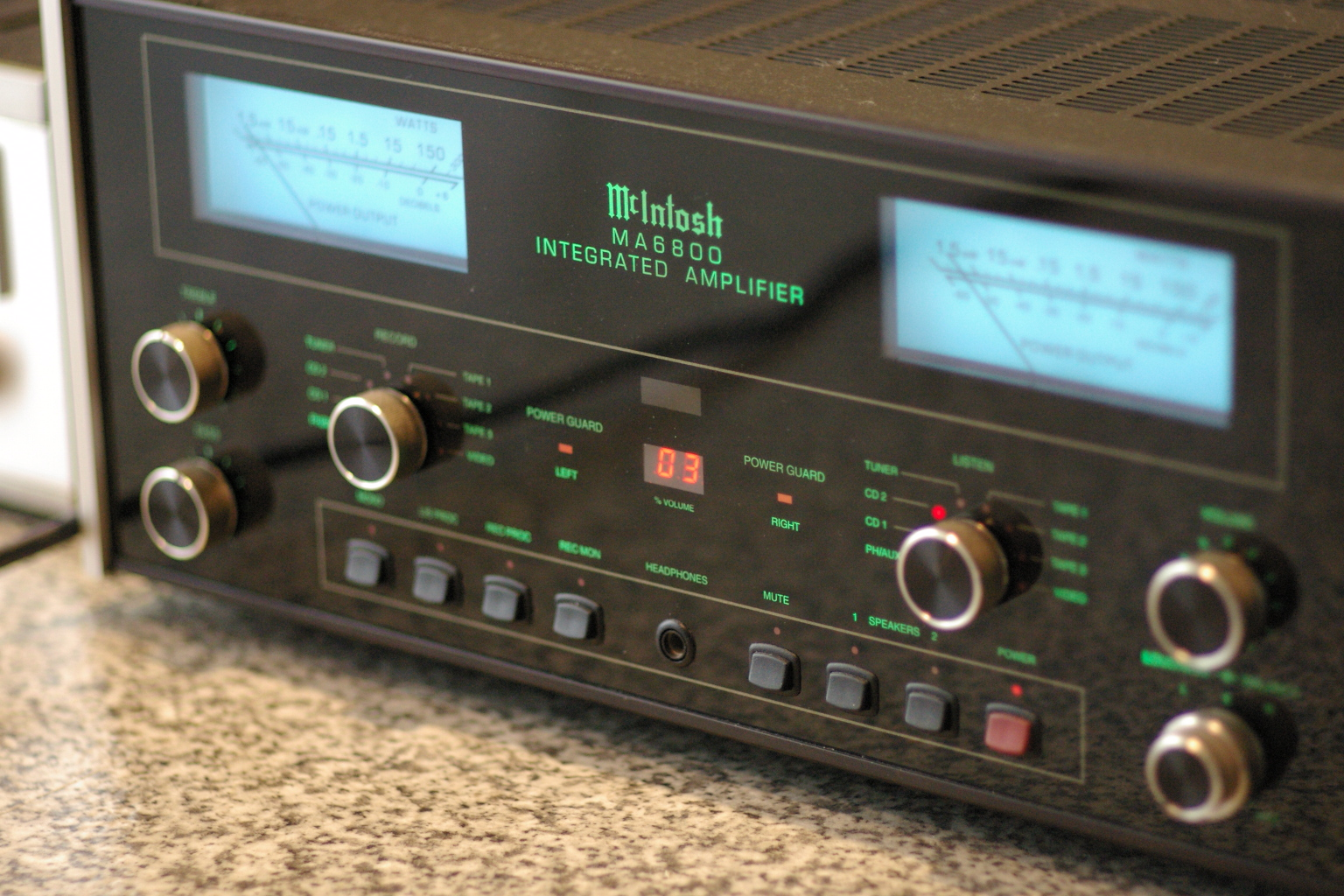
McIntosh MA6800 amplificatore integrato.

Nel Novembre del 2024 è stata acquistata da Bose.